# Електрогітара

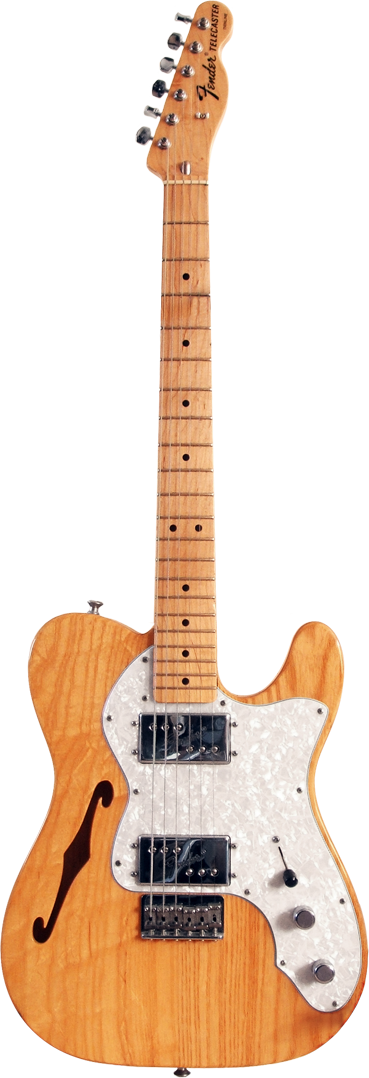
Fender Telecaster Thinline, 1972 рік

Електрогітара — електричний музичний інструмент, різновид гітари з електричними звукознімачами, що перетворюють коливання металевих струн на коливання електричного струму. Сигнал зі звукознімачів може бути оброблений для отримання різних звукових ефектів та підсилений для відтворення через динаміки. Слово «електрогітара» виникло від словосполучення «електрична гітара».

## Історія
На початку XX століття музиканти, які грали блюз, соул або кантрі, могли обійтися звичайними акустичними гітарами. Але вже у 1930-х роках джазові гітаристи відчули необхідність посилити звучання своїх інструментів. Історія електрогітари відносить нас до 1930 року, коли після звільнення з національної компанії струнних інструментів (National String Instrument Company) Джордж Бішамп (George Beauchamp) почав роботу з пошуку нових методів збільшення гучності струнних інструментів.
Популярним рішенням такої проблеми було наступне: провідник, що коливається в полі, яке створюється одним або декількома постійними магнітами, виробляє зміну в магнітному полі, яке своєю чергою виробляє змінний струм у дроті намотаному навколо цих магнітів. Сила електричного струму, пропорційна величині коливань провідника в магнітному полі. Такий самий принцип лежить в основі електромоторів, генераторів, голок фонографа і акустичних динаміків.
Вже в 1925 році Бішамп експериментував з використанням голок від фонографа на електрогітарі з однієї струни і розраховував, що розроблений пристрій зможе «знімати» вібрації з кожної окремої струни і перетворювати ці вібрації на еквівалент електричних коливань. Потім їх можна було б посилити одним з лампових підсилювачів, які широко застосовувалися в радіотехніці того часу. Після декількох місяців спроб і помилок Бішамп спільно з Полом Бартом (Paul Barth) розробили діючий звукознімач (pickup) з двох підковоподібних магнітів і шести магнітоводів. Кожна струна проходила над окремим магнітоводом, коливаючись в індивідуальному магнітному полі. Для обмотки котушки використовували мотор від пральної машини Бішампа. Переконавшись у тому, що пристрій працює, Бішамп зв'язався з Гаррі Уотсоном (Harry Watson), керівником заводу National String Instrument Company і висококваліфікованим майстром. Він, за допомогою ручних інструментів всього за декілька годин вирізував на кухонному столі Бішампа гриф і корпус першої у світі електрогітари. Її назвали «сковорода» (Frying Pan).
Готовий прототип Бішамп представив Адольфу Рікенбакеру (Adolph Rickenbacher), родичеві героя першої світової війни, пілота-аса Еді Рікенбакера (Eddie Rickenbacker). Рікенбакер володів виробничою компанією, що займалася випуском металевих корпусів для резонаторів. Використовуючи вплив Рікенбакера і його фінансову підтримку, вони заснували компанію, назвавши її «Instruments Rickenbackers». Компанія негайно почала виробництво «сковорідок» які дуже швидко набули популярності і направили компанію Рікенбакера на славний шлях першого в історії виробника електрогітар. Ймовірно одним з перших людей, що створили електрогітару в знайомому «іспанському» стилі був Ллойд Лоар (Lloyd Loar). Лоар працював інженером на легендарній фірмі Gibson, і однією з його заслуг є дизайн і розробка мандолін. Ще з 1920-х років Лоар займався проблемою електричного посилення гітар. 1933 року він організував фірму Vivi — Tone як незалежне відділення компанії Gibson. Vivi — Tone займалася виробництвом однієї єдиної речі: електрогітари в «іспанському» стилі. Через рік Vivi — Tone закрилася, але її основне ядро знову перемістилося в компанію Gibson. Електрична гітара в «іспанському» стилі була майбутнім гітари, і досвід Vivi — Tone продовжував підштовхувати компанію Gibson до створення електрогітари, що влаштувала справжню революцію і вплинула на усю історію цього інструменту (модель ES-150).
Навіть не зважаючи на величезний успіх ES-150, цей інструмент мав характеристики, дуже далекі від ідеальних. Вібрації резонуючого корпусу могли також потрапляти у вихідний сигнал і посилюватися, до того ж виникали проблеми із зворотним зв'язком (це коли мікрофон підносять до динаміка і лунає моторошний свист) а також з множиною небажаних обертонів. Відомий джазовий гітарист і винахідник Лес Пол (Les Paul) бачив рішення цих проблем у відмові від полого резонуючого корпусу і заміні його корпусом з суцільної деревини. Результатом його праці стала поява моделі «The Log». Вона складалася з двох простих звукознімачів сконструйованих Полом встановлених на 4x4 дюймовому шматку сосни. Щоб надати вигляду гітари, Пол склеїв з конструкції два порожнисті шматки резонуючого корпусу. В результаті була отримана дуже непогана джазова гітара без ефекту зворотного зв'язку і небажаних обертонів і в 1946 році Лес Пол представив свою нову гітару компанії Gibson. Керівництво Gibson новий інструмент сприйняло прохолодно, переконане в тому, що покупці її не приймуть. Усі попередні спроби представити публіці гітару без резонуючого корпусу були безуспішні, але не зважаючи на це, одна людина на ім'я Лео Фендер (Leo Fender) [Архівовано 6 грудня 2015 у Wayback Machine.] була твердо переконана, що майбутнє ринку за гітарами, що мають суцільний корпус.
Каліфорнійський винахідник, Лео Фендер володів власною радіо-майстернею, в якій створив один з перших прототипів гітари з суцільним корпусом з дуба, який в 1943 році здав в оренду музикантам в обмін на пропозиції по вдосконаленню конструкції. 1949 рік став поворотним для історії електрогітар, коли Лео випустив продукт, що став одним з найуспішніших інструментів з суцільним корпусом. Esquire, пізніше перейменований в Broadcaster, що врешті-решт перетворився на Telecaster, мав усі переваги гітари Лес Пола — відсутність ефекту зворотного зв'язку, відсутність небажаних гармонік, довгий сустейн (тривалість звучання струни), але при цьому він знайшов небагато прихильників серед виконавців джазу. Тогочасні гітаристи віддавали перевагу м'якішому, округлішому звуку, швидше акустичному, як у ES-150. Попри це Telecaster користувався скаженою популярністю серед виконавців кантрі, блюзу, а пізніше в 1950-x і 1960-x роках, рок-н-роллу.
Побачивши успіх фендерівських гітар з суцільним корпусом, керівництво Gibson повторно повернулося до моделі, яку запропонував Лес Пол, і в 1952 було ухвалено рішення про створення гітари, що стала надалі індустріальним стандартом. Оскільки основним ідейним натхненником цієї моделі був Лес Пол, то новий інструмент був названий на його честь. Велику частину дизайну нового інструмента запропонував новий президент компанії Тед МакКарті (Ted McCarty) і вона була набагато ближчою до інструментів зразка 1800-х років, ніж до ES-150. У конструкції використали датчики P-90, розроблені в 1946 році й такі, що мали тепле, м'яке звучання. Ці оригінальні гітари стали одними з моделей, що стали найпопулярнішими, за всю історію гітари.
Приблизно в 1961 році Тед МакКарті представив нову ES-335, гітару з напів-резонуючим корпусом. Створену з метою об'єднання найкращих якостей як резонуючого, так і суцільного корпусу, вона швидко стала популярною і була у вжитку таких культових гітаристів, як Бі Бі Кінг (B.B. King) і Чак Беррі (Chuck Berry).
Обидві фірми, Gibson і Fender представили футуристичні дизайни інструментів. Gibson SG (solid guitar) і Fender Stratocaster стали стандартними гітарами для рок-зірок у 60-х роках. Свою пікову популярність набрав Stratocaster, після того, як став улюбленою гітарою Джимі Гендрікса (Jimi Hendrix). І до цього дня, більшість проданих гітар є продуктами фірми Fender і Gibson.

## Деякі прийоми гри на електрогітарі
- Hammer-on — найпростіший прийом гри. Назва походить від англійського слова hammer, тобто молоток. Гітарист видобуває звук б'ючи по струні на будь-якому ладу пальцями лівої руки як молотком, перпендикулярно площині грифа. У музиці цей прийом називають «висхідне легато», його часто використовують у рок-музиці для видобування форшлагів.
- Pull-off — видобування звуку шляхом зриву пальця з ладу звучної струни; дія, зворотна hammer-on'у. У музиці цей прийом називається «спадне» легато.
- Слайд (англ. Slide) — штучне ковзання уздовж струн вгору та вниз по грифу пальцями лівої (іноді та правої) руки або медіатором. «Ковзання» досягається за рахунок плавного руху по струнах, під час якого пальці відтворюють звуки на ладах. У музиці — «гліссандо». В блюзі (іноді також і в рок-музиці) замість пальця використовують слайд — спеціальний металевий, керамічний або скляний предмет, за рахунок чого досягається велика «плавність» звуку.
- Bend — один з основних прийомів електрогітарної техніки. Суть його полягає в русі притиснутою до грифа струни поперек грифа, тобто перпендикулярно лінії грифа. Під час такого руху висота звучання плавно змінюється і нота стає вище. Для виконання бенду на відкритих струнах можна використовувати натискання на струну за нульовим поріжком гітари.
- Вібрато (англ. Vibrato) — це тремтіння пальця на струні, що змінює звук. Будь-який рух струни після видобування звуку змінює характер звучання.
- Легато — зв'язне видобування звуків, що досягається прийомами Hammer-on, Легато або Slide на грифі гітари зазвичай лівою рукою.
- Восьмипальцевий тепінг — звук видобувається ударами по струнах на грифі пальцями обох рук, перпендикулярно площині грифа.
- Глушіння долонею (англ. Palm muting) — приглушення ребром долоні правої руки струн у нижнього поріжка гітари для отримання сухішого, агресивного звуку.
- флажолет — перед видобуванням звуку, струна притискається в області, що ділить її на рівні частини (як правило навпіл, або на третину), внаслідок чого утворюється стояча хвиля а звук стає вище (відповідно октавою або дуодецимою), а також має характерний звук дзвіночка. Також часто називається «Натуральним флажолетом».
- Штучний флажолет — переважно використовують у рок-музиці, в поєднанні з ефектом дисторшн. При виконанні цього прийому, одночасно зі звукодобуванням медіатором, права рука торкається струни в області удару (як правило, великим пальцем, після проскакування медіатора). Щоб не заглушити звук струни, дотик правою рукою робиться дуже коротким (практично короткий удар). При цьому, як і у випадку Натурального флажолета, утворюється стояча хвиля. Висота видобувної ноти залежить від місця торкання струни правою рукою і може бути вищою на дві октави або більше. При використанні разом з ефектом vibrato виникає ефект «вереску» гітари.

## Обладнання
- Комбопідсилювач ( комбік ) — підсилювач та динамік, вмонтовані в один корпус. Основний елемент створення гітарного звуку. Підсилювач може бути побудований на електронних лампах (ламповий) або напівпровідниках (транзисторний або мікросхемний).
- Педаль ефектів ( примочка ) — пристрій, що обробляє звук гітари. Зазвичай один пристрій реалізує один тип ефекту, рідше — два та більше. Найвідоміші ефекти:
  - Drive — «М'яке» (живе) підсилення, використовують в блюзі.
  - Overdrive — моделювання звучання лампового підсилювача з перевантаженим входом.
  - Дисторшн — ефект «жорсткого» спотворення, використовують в рок-музиці і у всіх її напрямах.
- Гітарний процесор — пристрій, що обробляє гітарний звук за допомогою цифрових алгоритмів. Реалізує кілька типів ефектів з можливістю їх комбінування.
- Гітарний медіатор — тонка пластинка з загостреним кінцем, призначена для приведення в стан коливання струн гітари. На відміну від класичної та акустичної гітари, в техніці гри на електрогітарі переважає використання медіатора.
- Звукова карта - пристрій, що можна використовувати для обробки звуку електрогітари на комп'ютері за допомогою програмного забезпечення (Audacity, Guitar Pro, Guitar Rig). Підключення електрогітари виконується через лінійний вхід (line-in) або мікрофонний.[2]